# Protection des témoins

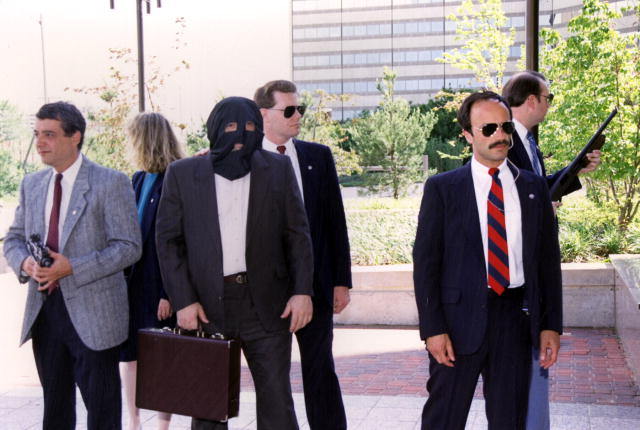
Aux États-Unis, des marshal entourent un homme masqué qui profite d'un programme de protection des témoins.

La protection des témoins est offerte dans quelques pays pour assurer la sécurité physique de personnes qui témoignent ou ont témoigné contre des criminels violents ou susceptibles de recourir à la violence. La protection, le plus souvent par un corps de police, peut être offerte avant, pendant et après un procès. Dans certains cas, elle peut durer jusqu'au décès de la personne. Selon les pays, ce service porte un nom différent.
Des personnes peuvent refuser de se prévaloir de ce service par peur de déposer.

## Application

### Canada
Le Canada offre un programme de protection des témoins depuis 1996, à la suite de la mise en vigueur de la Loi sur le programme de protection des témoins. La protection est offerte sur la base de plusieurs critères : « nature du risque couru par le témoin pour sa sécurité », « danger résultant pour la collectivité de son admission au programme », « rôle dans l’enquête ou la poursuite et la nature de celle-ci »... Pour les crimes relevant de ses compétences, la Gendarmerie royale du Canada (GRC) est responsable d'appliquer le programme. Des provinces offrent des programmes semblables, mais de portée moindre que le Canada. Le pays est d'ailleurs le seul à pouvoir émettre de nouveaux documents d'identité. Les provinces doivent donc dans la pratique collaborer avec la GRC.
Le Gouvernement du Québec utilise le terme « protection des collaborateurs de la justice ».

### États-Unis
Aux États-Unis, le programme de protection des témoins existe officiellement depuis la mise en vigueur de l'Organized Crime Control Act en 1970. 
La sécurité des témoins est assurée par l'United States Marshals Service avant, pendant et après le procès.

### France
La France dispose de ce genre de programme depuis 2002, selon les termes de l’article 706-58 du Code de procédure pénale. La loi du 3 juin 2016 a introduit de nouveaux bénéficiaires par le biais de l'article 706-62-2 en date du 7 décembre 2016.

### Organisation des Nations unies
L'Organisation des Nations unies (ONU) publie un guide à l'intention des pays qui veulent combattre le crime organisé transnational.